# Świdośliwa

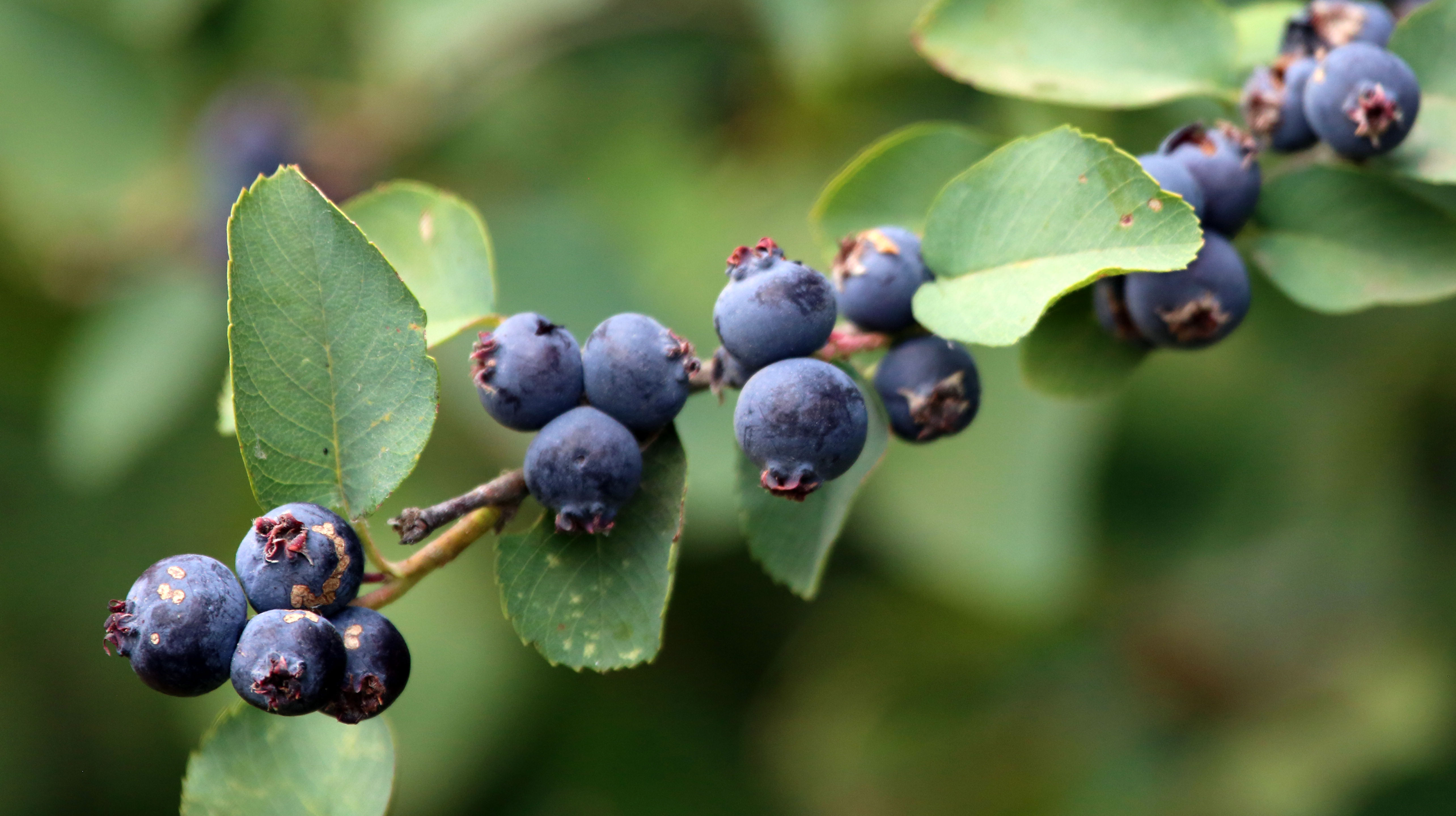
Owoce Amelanchier alnifolia

Świdośliwa, świdośliwka (Amelanchier Medik.) – rodzaj krzewów lub niewielkich drzew z rodziny różowatych. Obejmuje ok. 24 gatunki, przy czym liczba ta jest zmienna ze względu na problematyczną klasyfikację wewnątrzrodzajową. Większość przedstawicieli występuje w Ameryce Północnej, tylko dwa – (A. ovalis i A. cretica) – rosną jako rodzime w południowej Europie, północno-zachodniej Afryce i południowo-zachodniej Azji i dwa we wschodniej Azji (A. sinica i A. asiatica). W Polsce przedstawiciele tego rodzaju należą do gatunków inwazyjnych: świdośliwa olcholistna A. alnifolia, Lamarcka A. lamarckii, kłosowa A. spicata. Błędnie z Polski podawana była świdośliwa jajowata A. ovalis i kanadyjska A. canadensis.
Świdośliwy zasiedlają różne siedliska – skaliste zbocza, lasy suche i mokre, także bagna. Kwiaty rozwijają się wraz z liśćmi i zapylane są przez owady. Dojrzewające latem owoce są chętnie zjadane przez ptaki.
Rośliny te mają jadalne i słodkie owoce i bywają dla nich uprawiane, aczkolwiek u niektórych gatunków są one mdłe lub mączyste w smaku (do najbardziej cenionych owoców należą te świdośliwy olcholistnej). Są uważane za atrakcyjne w czasie wiosennego kwitnienia i bywają też uprawiane jako rośliny ozdobne (zwłaszcza świdośliwa Lamarcka). Świdośliwa olcholistna była wykorzystywana przez północnoamerykańskich Indian jako roślina lecznicza. 

## Morfologia

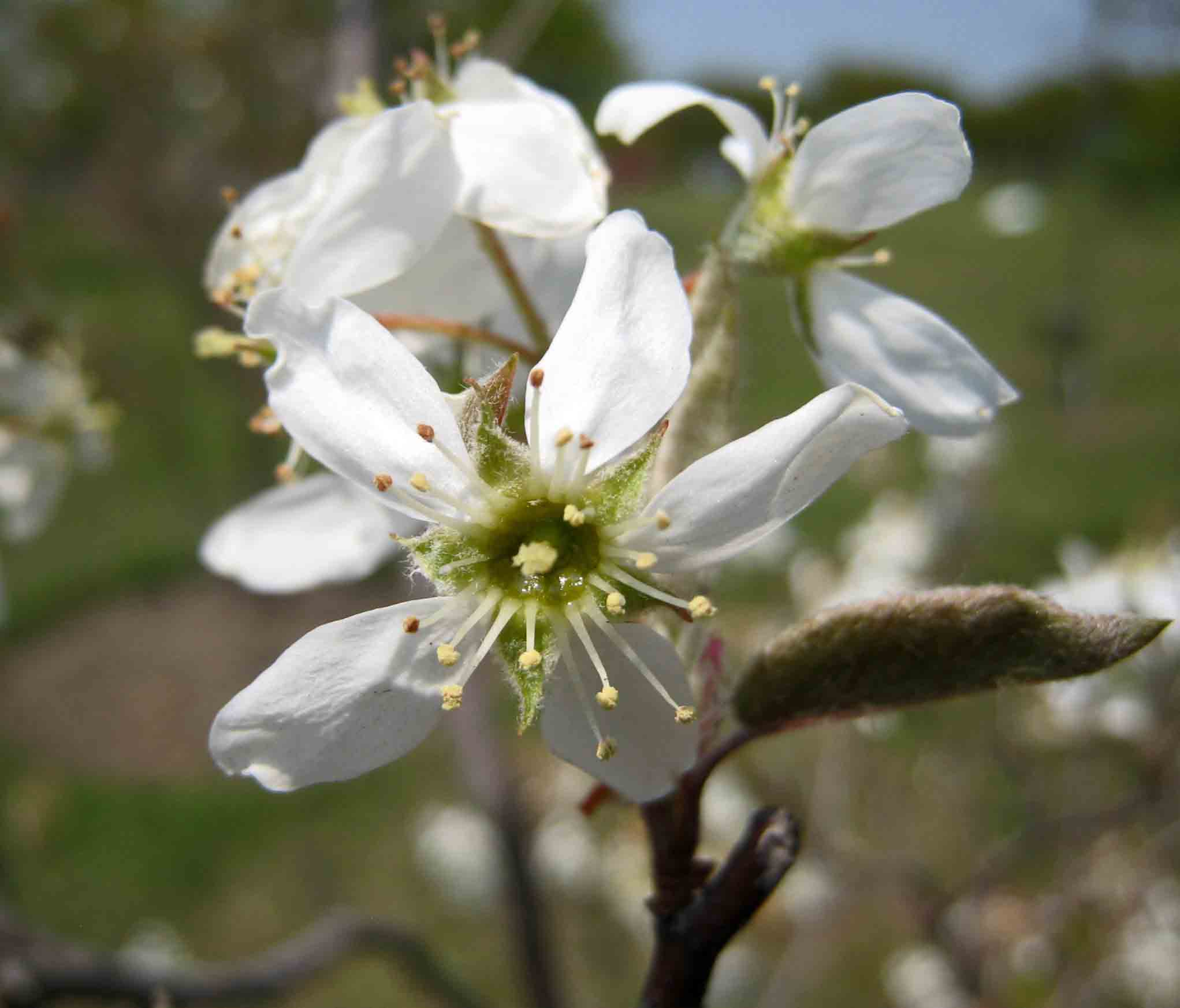
Kwiat Amelanchier canadensis

PokrójKrzewy i niewielkie drzewa, w przypadku A. arborea osiągające jednak ponad 20 m. Pędy zwykle prosto wzniesione, często licznie wyrastają z odrostów, przez co rośliny te czasem wyrastają w kępach lub tworzą zarośla. Młode pędy u wielu gatunków są owłosione, z wiekiem jednak u wszystkich stają się nagie. Kora szara lub brązowa, początkowo gładka, później z licznymi nierównościami i pęknięciami. Występują krótko- i długopędy, ale nigdy z cierniami.
LiściePojedyncze, skrętoległe, ogonkowe, wsparte wolnymi, całobrzegimi, równowąskimi i odpadającymi przylistkami. Blaszka zwykle eliptyczna do jajowatej, osiągająca do 10 cm długości (u A. arborea). Na końcach ostra lub tępa, na brzegu zwykle piłkowana, u różnych gatunków drobno lub grubo, rzadko całobrzega.
KwiatyZebrane w rozwijające się na końcach pędów kwiatostany groniaste wzniesione lub przewisające, rzadziej (A. bartramiana) kwiaty po kilka w pęczkach. Hypancjum  dzwonkowate, lejkowate do kubeczkowatego, nagie lub owłosione, o średnicy od 3 do 9 mm. Działki kielicha, w liczbie 5, są odgięte lub wyprostowane, trójkątne do lancetowatych. Płatków korony jest 5, mają kształt od równowąskiego do zaokrąglonego, kolor zwykle biały, rzadziej kremowy do różowego. Korona osiąga średnicę od 1 do 5,5 cm. Zalążnia powstaje z 2–5 owocolistków, ale z powodu fałszywych przegród może mieć do 10 komór. Szyjek słupka jest tyle, ile owocolistków, są owłosione lub nagie.
OwoceJabłkowate, początkowo barwy czerwonej, ale dojrzewając stają się ciemne, do niemal czarnych. Osiągają zwykle od 5 do 15 mm średnicy, rzadko bywają większe.

## Systematyka
Rodzaj opisywany jest jako „trudny”, o niejasnej klasyfikacji, zwłaszcza wewnątrz rodzaju. Problemy wiążą się z łatwością tworzenia mieszańców, rozmnażaniem za pomocą apomiksji, bardzo dużą zmiennością morfologiczną gatunków i podleganiem wpływom siedliska (nierzadko za opisywanymi mikrogatunkami kryła się zmienność fenotypowa), małą liczbą cech morfologicznych o istotnym znaczeniu taksonomicznym, a także niewielkimi różnicami genetycznymi.
Pozycja systematyczna
Rodzaj klasyfikowany jest do plemienia Pyreae, podrodziny Spiraeoideae (dawniej Pomoideae) z rodziny różowatych Rosaceae lub (w innym ujęciu) do podplemienia Malinae, plemienia Maleae, podrodziny Amygdaloideae w tej samej rodzinie. W obrębie rodziny najbliżej spokrewniony z północnoamerykańskim rodzajem Peraphyllum, ale świdośliwy tworzą mieszańce także z gatunkami z rodzaju jarząb Sorbus – × Amelosorbus.
Wykaz gatunków
- Amelanchier alnifolia (Nutt.) Nutt. ex M.Roem. – świdośliwa olcholistna, świdośliwa zachodnia
- Amelanchier amabilis Wiegand
- Amelanchier arborea (F.Michx.) Fernald – świdośliwa drzewiasta
- Amelanchier asiatica (Siebold & Zucc.) Endl. ex Walp. – świdośliwa azjatycka
- Amelanchier bartramiana (Tausch) M.Roem. – świdośliwa Bartrama
- Amelanchier canadensis (L.) Medik. – świdośliwa kanadyjska
- Amelanchier cretica (Willd.) DC.
- Amelanchier cusickii Fernald – świdośliwa Cusicka
- Amelanchier fernaldii Wiegand – świdośliwa Fernalda
- Amelanchier gaspensis (Wiegand) Fernald & Weatherby
- Amelanchier humilis Wiegand
- Amelanchier interior E.L.Nielsen – świdośliwa śródlądowa, świdośliwa Wieganda
- Amelanchier intermedia Spach
- Amelanchier laevis Wiegand – świdośliwa gładka
- Amelanchier × lamarckii F.G.Schroed. – świdośliwa Lamarcka
- Amelanchier nantucketensis E.P.Bicknell
- Amelanchier × neglecta Eggl. ex K.R.Cushman, M.B.Burgess, E.T.Doucette & C.S.Campb.
- Amelanchier obovalis (Michx.) Ashe – świdośliwa rozłogowa
- Amelanchier ovalis Medik. – świdośliwa jajowata
- Amelanchier pallida Greene
- Amelanchier parviflora Boiss.
- Amelanchier × quinti-martii Louis-Marie
- Amelanchier sanguinea (Pursh) DC. – świdośliwa krwista
- Amelanchier sinica (C.K.Schneid.) Chun
- Amelanchier × spicata (Lam.) K.Koch – świdośliwa kłosowa
- Amelanchier stolonifera Wiegand
- Amelanchier turkestanica Litv.
- Amelanchier utahensis Koehne – świdośliwa utahska